# Petite guerre
Pour les articles homonymes, voir Petite guerre (homonymie).
Dans la terminologie militaire, la « petite guerre » désigne toutes les actions liées aux opérations militaires autres que la bataille rangée, pouvant aller des reconnaissances aux attaques sur les lignes de ravitaillement de l'armée ennemie. Fort utilisé du XVIIe au XIXe siècle, ce terme est toutefois passablement tombé en désuétude à l'époque contemporaine, qui lui a substitué entre autres ceux de « guerre de harcèlement », de « guerre non conventionnelle » ou de « guérilla ».
Elle fut théorisée notamment par Maurice de Saxe (1696-1750) et Mao Zedong aborde sa forme moderne dans son Petit Livre rouge dans les chapitres consacrés à la « guerre révolutionnaire ».

#### Typologie

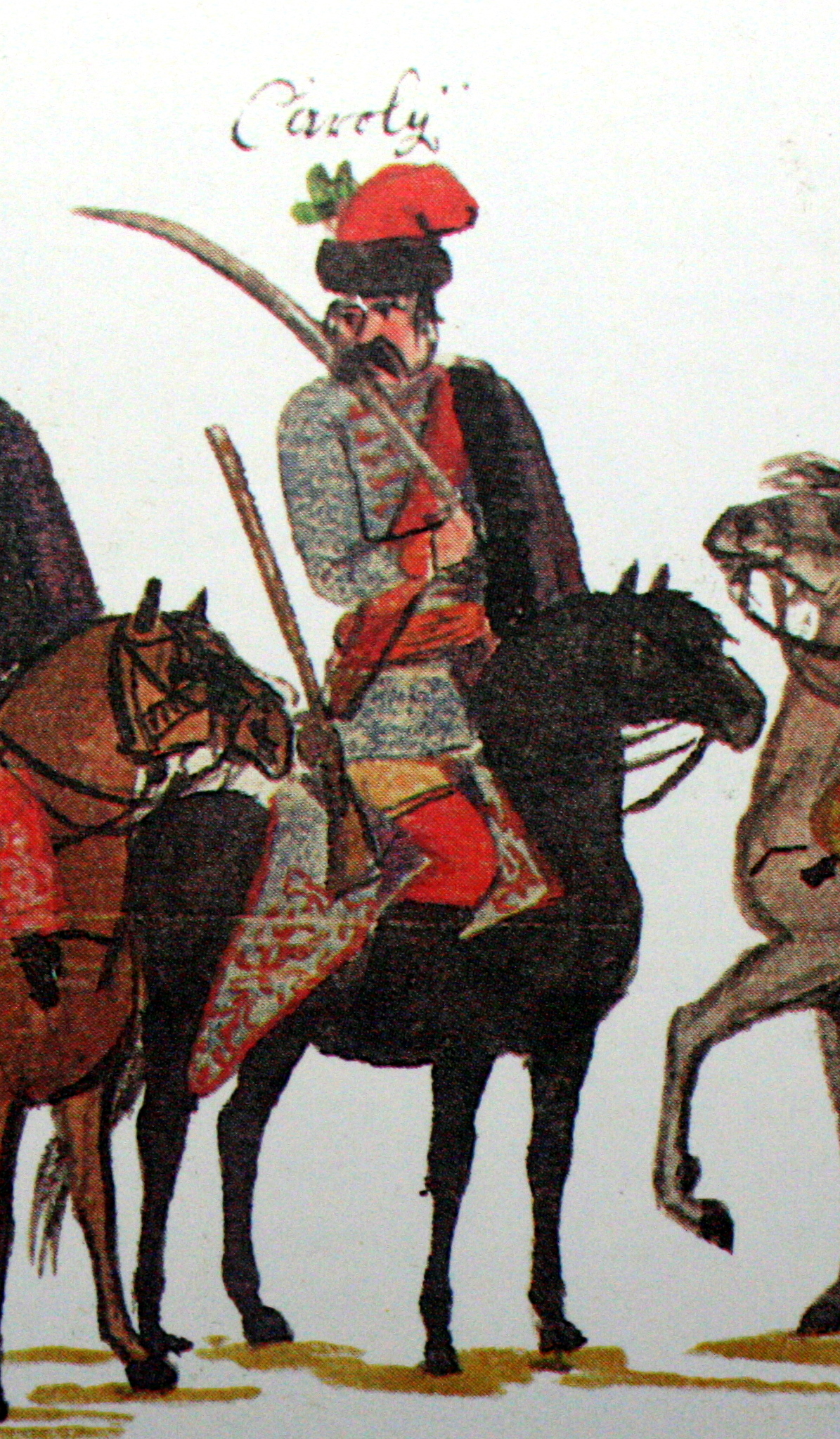
Les Hussards austro-hongrois serviront de modèle pour les autres armées européennes.

## La pratique

### Les troupes pour mener la Petite Guerre

#### Selon les puissances européennes
Autriche
Ce sont les troupes utilisées aux confins de l'Empire, face aux ottomans, qui vont se révéler utiles. Incapables de tenir une place dans une bataille rangée, elles sont utilisées pour ce qu'elles savent faire, coups de main ou reconnaissance.
France
Par nécessité, la France va en premier lieu recourir à des unités levées spécialement pour cette fonction. Non enrégimentées, elles sont généralement qualifiées de "Volontaires" ou "Compagnies franches". On trouvera ainsi des "Volontaires-Royaux", des "Bretons Volontaires", etc.
Certaines formations porteront des noms moins parlant, comme les "Arquebusiers de Grassin", ou le "Régiment de La Morlière", troupes de cavalerie légère levées par un particulier et acceptées par le roi.
Dans un second temps, elle va simplement copier les troupes autrichiennes, en levant les premiers régiments de hussards. Ces unités sont composées de prisonniers ou déserteurs du camp d'en face et non de français. Cela peut expliquer le peu de considération de l'Armée pour ces nouvelles unités et leur action.
Prusse

#### Livres anciens
- Sun Tzu : L'Art de la guerre
- Thomas Auguste le Roy de Grandmaison : La petite guerre ou traité du service des troupes en campagne, 1756  (ISC-CFHM-IHCC)
- Maurice de Saxe : Mes rêveries -Ouvrage posthume , Amsterdam/Leipzig 1757 - sur Gallica.
- Essai sur la petite guerre Ou Méthode de diriger les différentes opérations d’un Corps de deux mille cinq cens hommes de troupes légères, dont seize cens d’Infanterie et neuf cens de Cavalerie. Par M. le Comte de la Roche, ancien Colonel de Dragons (ISC-CFHM-IHCC)

#### Littérature moderne
- Sandrine Picaud-Monnerat et Jean-Pierre Bois, La petite guerre au XVIIIe siècle, Paris, Institut de stratégie comparée, 2010, 685 p. (ISBN 978-2-717-85829-7 et 2-717-85829-6, OCLC 690258485).
- Émile Wanty : L'art de la guerre, coll. « Marabout Université », Éditions Gérard & Co, Verviers, 1967 pour les tomes 1 et 2 et 1968 pour le tome 3.
- Laurent Nerich, La petite guerre et la chute de la Nouvelle-France, Outremont, Québec, Athéna Éditions, 2009, 243 p. (ISBN 978-2-922-86573-8 et 2-922-86573-8, OCLC 480959682)
- (en) George Satterfield : Princes, Posts and Partisans: The Army of Louis XIV and Partisan Warfare in the Netherlands 1673-1678 , Brill Academic Pub. 2003  (ISBN 9004131760)  (ISBN 978-9004131767)